# لئو سکستون
لئو سکستون (انگلیسی: Leo Sexton؛ ۲۷ اوت ۱۹۰۹ – ۶ سپتامبر ۱۹۶۸) پرتاب‌گر وزنه اهل ایالات متحده آمریکا بود.
وی در مسابقات کشوری و بین‌المللی در مجموع برندهٔ ۱ مدال طلا شده‌است.